# Chromosome 16 humain
Le chromosome 16 est un des 24 chromosomes humains. C'est l'un des 22 autosomes.

## Caractéristiques du chromosome 16
- Nombre de paires de base : 88 827 254
- Nombre de gènes : 957
- Nombre de gènes connus : 839
- Nombre de pseudogènes : 216
- Nombre de variations des nucléotides (S.N.P ou single nucleotide polymorphisme) : 281 401

## Anomalies chromosomiques décrites au niveau du chromosome 16
Microdélétion au niveau de 16p11.2 c'est-à-dire une mutation caractérisée par une perte de matériel génétique. Ce qui provoque chez des patients atteints de cette mutation un retard de développement, des troubles autistiques et un déficit intellectuel.
La trisomie 16 est la plus fréquemment rencontrée, on estime qu'elle toucherait 1 à 1,5% des grossesses, la forme homogène n'est pas viable.
La trisomie 16 en mosaïque est une forme rare, de phénotype variable.

## Gènes localisés sur le chromosome 16
- gène MC1R: détermine la pigmentation de la peau et des cheveux
- CIITA: code le transactivateur de la classe II du complexe majeur d'histocompatibilité.

## Maladies localisées sur le chromosome 16
- La nomenclature utilisée pour localiser un gène est décrite dans l'article de celui-ci
- Les maladies en rapport avec des anomalies génétiques localisées sur le chromosome 16 sont :

| Maladies localisées sur le chromosome 16                | Maladies localisées sur le chromosome 16 | Maladies localisées sur le chromosome 16 | Maladies localisées sur le chromosome 16 | Maladies localisées sur le chromosome 16 | Maladies localisées sur le chromosome 16   |
| ------------------------------------------------------- | ---------------------------------------- | ---------------------------------------- | ---------------------------------------- | ---------------------------------------- | ------------------------------------------ |
| Pathologie                                              | Transmission                             | O.M.I.M                                  | Locus                                    | Gène                                     | Protéine codée par le gène                 |
| Bras long                                               |                                          |                                          |                                          |                                          |                                            |
|                                                         |                                          |                                          |                                          |                                          |                                            |
|                                                         |                                          |                                          |                                          |                                          |                                            |
|                                                         |                                          |                                          |                                          |                                          |                                            |
|                                                         |                                          |                                          |                                          |                                          |                                            |
| Acidurie combinée malonique et méthylmalonique (CMAMMA) | Récessive                                | 614245                                   | q24.3                                    | ACSF3                                    | Acyl-CoA synthétase membre de la famille 3 |
| Syndrome lymphoedème - distichiasis                     | Dominante                                | 153400                                   | q24.3                                    | FOXC2                                    |                                            |
|                                                         |                                          |                                          |                                          |                                          |                                            |
|                                                         |                                          |                                          |                                          |                                          |                                            |
| Neuropathie à axones géants                             | Récessive                                | 256850                                   | q24.1                                    | GAN                                      | Gigaxonine                                 |
| Encéphalopathie glycinique                              | Récessive                                | 605899                                   | q24                                      | GCSH                                     | Glycine cleavage system H protein          |
|                                                         |                                          |                                          | q24                                      |                                          |                                            |
|                                                         | ;                                        |                                          |                                          |                                          |                                            |
|                                                         |                                          |                                          |                                          |                                          |                                            |
|                                                         |                                          |                                          |                                          |                                          |                                            |
|                                                         |                                          |                                          |                                          |                                          |                                            |
|                                                         |                                          |                                          |                                          |                                          |                                            |
|                                                         |                                          |                                          |                                          |                                          |                                            |
|                                                         |                                          |                                          |                                          |                                          |                                            |
|                                                         |                                          |                                          |                                          |                                          |                                            |
| Acidurie combinée malonique et méthylmalonique (CMAMMA) | Récessive                                | 606761                                   | q23.3                                    | MLYCD                                    | malonyl-CoA décarboxylase                  |
|                                                         |                                          |                                          | q23                                      |                                          |                                            |
|                                                         |                                          |                                          |                                          |                                          |                                            |
|                                                         |                                          |                                          |                                          |                                          |                                            |
|                                                         |                                          |                                          |                                          |                                          |                                            |
|                                                         |                                          |                                          |                                          |                                          |                                            |
|                                                         |                                          |                                          |                                          |                                          |                                            |
|                                                         |                                          |                                          | q22                                      |                                          |                                            |
|                                                         |                                          |                                          |                                          |                                          |                                            |
|                                                         |                                          |                                          |                                          |                                          |                                            |
| Syndrome de Bardet-Biedl                                | Récessive                                | 209900                                   | q21                                      |                                          |                                            |
|                                                         |                                          |                                          | q21                                      |                                          |                                            |
|                                                         |                                          |                                          |                                          |                                          |                                            |
|                                                         |                                          |                                          |                                          |                                          |                                            |
|                                                         |                                          |                                          |                                          |                                          |                                            |
|                                                         |                                          |                                          |                                          |                                          |                                            |
|                                                         |                                          |                                          | q13                                      |                                          |                                            |
|                                                         |                                          |                                          |                                          |                                          |                                            |
|                                                         |                                          |                                          |                                          |                                          |                                            |
|                                                         |                                          |                                          |                                          |                                          |                                            |
| Syndrome de Townes-Brocks                               | Dominante                                | 107480                                   | q12.1                                    | SALL1                                    |                                            |
|                                                         |                                          |                                          | q12                                      |                                          |                                            |
|                                                         |                                          |                                          |                                          |                                          |                                            |
|                                                         |                                          |                                          |                                          |                                          |                                            |
|                                                         |                                          |                                          |                                          |                                          |                                            |
|                                                         |                                          |                                          |                                          |                                          |                                            |
|                                                         |                                          |                                          |                                          |                                          |                                            |
|                                                         |                                          |                                          | q11                                      |                                          |                                            |
|                                                         |                                          |                                          |                                          |                                          |                                            |
|                                                         |                                          |                                          |                                          |                                          |                                            |
|                                                         |                                          |                                          |                                          |                                          |                                            |
| Bras court                                              |                                          |                                          |                                          |                                          |                                            |
|                                                         |                                          |                                          |                                          |                                          |                                            |
|                                                         |                                          |                                          |                                          |                                          |                                            |
|                                                         |                                          |                                          |                                          |                                          |                                            |
|                                                         |                                          |                                          |                                          |                                          |                                            |
|                                                         |                                          |                                          |                                          |                                          |                                            |
|                                                         |                                          |                                          |                                          |                                          |                                            |
|                                                         |                                          |                                          |                                          |                                          |                                            |
|                                                         |                                          |                                          |                                          |                                          |                                            |
|                                                         |                                          |                                          |                                          |                                          |                                            |
|                                                         |                                          |                                          |                                          |                                          |                                            |
| Dyskinésie kinésigénique paroxystique                   | Dominante                                | 128200                                   | p11.2-q12.1                              |                                          |                                            |
|                                                         |                                          |                                          | p11                                      |                                          |                                            |
|                                                         |                                          |                                          |                                          |                                          |                                            |
|                                                         |                                          |                                          |                                          |                                          |                                            |
|                                                         |                                          |                                          |                                          |                                          |                                            |
| Maladie de Charcot-Marie-Tooth type 1                   | Dominante                                | 601098                                   | p12-p13.3                                | CMT1C                                    |                                            |
|                                                         |                                          |                                          | p12                                      |                                          |                                            |
| Maladie de Charcot-Marie-Tooth type 1                   | Dominante                                | 601098                                   | p12-p13.3                                | CMT1C                                    |                                            |
|                                                         |                                          |                                          |                                          |                                          |                                            |
|                                                         |                                          |                                          |                                          |                                          |                                            |
|                                                         |                                          |                                          |                                          |                                          |                                            |
|                                                         |                                          |                                          |                                          |                                          |                                            |
| Maladie d'Albers-Schoenberg                             | Dominante Récessive                      | 166600 259700                            | p13                                      | CLCN7                                    |                                            |
|                                                         |                                          |                                          | p13                                      |                                          |                                            |
| Maladie périodique                                      | Récessive                                | 249100                                   |                                          | MEFV                                     |                                            |
| Pseudoxanthome élastique                                | Récessive                                | 264800                                   | p13.1                                    | ABCC6                                    |                                            |
| Polykystose rénale type dominant                        | Dominante                                | 173900                                   | p13.1-p13.3                              | PKD1                                     |                                            |
| Syndrome de Rubinstein-Taybi                            | Dominante                                | 180849                                   | p13.3                                    | CREBBP                                   | CREB-binding protein                       |
| Sclérose tubéreuse de Bourneville                       | Dominante                                | 191100                                   | p13.3                                    | TSC2                                     | Tubèrine                                   |
|                                                         |                                          |                                          |                                          |                                          |                                            |
| Thalassémie alpha                                       | Récessive                                | 604131                                   | p13.3-pter                               | HBA1-HBA2-HBZ                            |                                            |
| Syndrome ATR 16                                         | Dominante                                | 141750                                   | p13.3-pter                               | HBA1-HBA2-SOX8                           |                                            |
| Microdélétion 16p11.2 distale Syndrome d'Asperger       |                                          |                                          | p11. 2                                   |                                          |                                            |
|                                                         |                                          |                                          |                                          |                                          |                                            |

## Sources
- (en) Ensemble Genome Browser
- (en) Online Mendelian Inheritance in Man, OMIM (TM). Johns Hopkins University, Baltimore, MD.